# Cultura di Federmesser

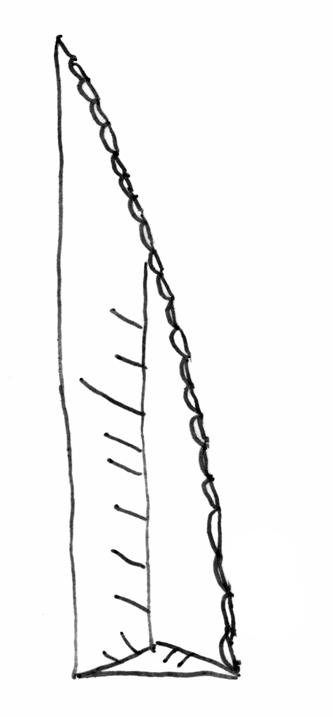
Una punta di freccia proveniente dalla cultura di Federmesser

La cultura di Federmesser apparteneva a una tradizione che fabbricava utensili nel tardo Paleolitico superiore, nella pianura del Nord Europa risalente a circa 9800-8800 anni a.C. (non-calibrati). Essa è strettamente correlata con la cultura tjongeriana, poiché si è supposto che entrambe siano derivate dalla più generalizzata cultura Aziliana.
Essa utilizzava piccole lame dal dorso di selce e condivideva caratteristiche con la cultura Creswelliana della Britannia.